# Moussier Tombola
Pour les articles homonymes, voir Tombola.
Ibrahima M'Bodji, dit Moussier Tombola, né le 21 février 1987 à Saint-Dié-des-Vosges, est un auteur-compositeur-interprète et humoriste français d'ascendance sénégalaise.
Il est principalement connu pour son single Logobitombo sorti en 2011. 

## Biographie
Moussier Tombola est originaire de la ville de Saint-Dié dans le département des Vosges d'ascendance Sénégalaise.
Il prend pour nom de scène « Moussier Tombola » car son père disait « moussier » au lieu de « monsieur ». 
Il fait aussi des sketches dans le Samba Show.
Il collabore avec Mokobé, qui reprend Logobitombo.
En 2012, il collabore avec Bébé Lilly sur le titre Poupée décalée, single extrait de l'album Baby star.
Moussier Tombola sort en 2014 un nouveau clip, Tombollywood.
Le 6 mai 2017, il rejoint l'équipe de l'émission Gu'live sur la chaîne Gulli. 

## Discographie
Album
Singles
| Année | Single                                                           | Meilleure position | Meilleure position | Certification | Album                             |
| Année | Single                                                           | Belgique Wa        | France             | Certification | Album                             |
| ----- | ---------------------------------------------------------------- | ------------------ | ------------------ | ------------- | --------------------------------- |
| 2011  | Logobitombo                                                      | 3                  | 5                  |               | Le Retour Du Dernier De La Classe |
| 2012  | Pompelup                                                         | _                  | 82                 | _             | Le Retour Du Dernier De La Classe |
| 2013  | Tous Avec Les Filles (avec Myriam Abel, Admiral T et Perle Lama) | _                  | _                  | _             |                                   |
| 2014  | Tombollywood                                                     | _                  | _                  | _             |                                   |
| 2017  | AfroTombo                                                        | _                  | _                  | _             |                                   |